# پترا هربیچکووا
پترا هِـربیچکووا (چکی: Petra Hřebíčková؛ زادهٔ ۲۰ سپتامبر ۱۹۷۹) بازیگر اهل جمهوری چک است. هربیچکووا در آکادمی موسیقی و هنرهای نمایشی یاناچک (JAMU) در برنو تحصیل کرد و از سال ۲۰۰۳ به یک گروه تئاتری پیوست.
از فیلم‌ها یا برنامه‌های تلویزیونی که وی در آن نقش داشته است، می‌توان به مردان امیدوار اشاره کرد.